# Mikołaj Górecki: Zan Tontemiquico, Trio Concerto, Trio Titanic
(Mikołaj) Górecki: Zan Tontemiquico, Trio Concerto, Trio Titanic albo Mikołaj Górecki: Muzyka Kameralna / Chamber Music – album współczesnej muzyki kameralnej polskiego kompozytora Mikołaja Góreckiego w wykonaniu Tria Śląskiego i Aukso - Orkiestry Kameralnej Miasta Tychy pod batutą Marka Mosia. Został wydany 23 stycznia 2019 pod szyldem DUX Recording Producers (nr kat. DUX 1415). Nominacja do Fryderyka 2020 w kategorii Album Roku Muzyka Współczesna.

## Lista utworów
- Zan Tontemiquico na orkiestrę / Zan Tontemiquico for orchestra
  - 1. I ♩ = 36 [5:35]
  - 2. II ♪ = 132 [5:50]
  - 3. III 𝅘𝅥𝅯 = 60 [7:08]
- Trio concerto na klarnet, róg, fortepian i orkiestrę smyczkową / Trio concerto for clarinet, horn, piano and string orchestra
  - 4. Energico [4:22]
  - 5. Deciso [6:07]
  - 6. Lento espressivo [5:52]
- Trio Titanic na klarnet, róg i fortepian / Trio Titanic for clarinet, horn and piano
  - 7. Lento espressivo [5:55]
  - 8. Quasi una burlesca. Vivace[2:44]
  - 9. Agitato [7:04]